# ابراهیم بن محمد ناجی
ابراهیم بن محمّد ناجی لقب‌گرفته به برهان‌الدین، کُنیه‌گرفته به ابواسحاق (۱۴۰۷–۱۴۹۵) (نسب: ابراهیم بن محمد بن محمود بن بدر، حلبی قبیبانی شافعی) واعظ، محدث، فقیه شافعی و نویسنده شامی در سدهٔ نهم هجری/پانزدهم میلادی بود. دربارهٔ شهرتش به ناجی گفته‌اند که از برای مذهب‌گردانی‌اش از حنبلی به شافعی بوده است. 

## آثار
- کنز الراغبین العفاة فی الرمز الی المولد المحمدی و الوفاة
- تعلیق علی الترغیب و الترهیب للمنذری
- جواب الناجی عن الناسخ و المنسوخ، هل یکمن جمعه
- عجالة الإملاء